# ۱۷۲۱ (میلادی)
۱۷۲۱ (میلادی) هزار و هفتصد و بیست و یکمین سال تقویم میلادی است.

## رویدادها
.  ۲۲اکتبر -  تشکیل امپراتوری روسیه توسط پتر یکم

## زادگان
- ۲۵ دسامبر - ویلیام کالینز، شاعر انگلیسی (م. ۱۷۵۹)
- ۱۹ آوریل – راجر شرمن، سیاست‌مدار و وکیل آمریکایی

## درگذشتگان
- ۱۸ ژوئیه – ژان-آنتوان واتو، نقاش فرانسوی (ز. ۱۶۸۴)